# Atopsyche japoda
Atopsyche japoda là một loài Trichoptera trong họ Hydrobiosidae. Loài này có ở México.